# Saka (Hiroshima)
Pour les articles homonymes, voir Saka.
Saka (坂町, Saka-chō) est un bourg du district d'Aki, situé dans la préfecture d'Hiroshima, au Japon.

## Géographie

### Localisation
Saka est situé dans le sud-ouest de la préfecture d'Hiroshima, au bord de la baie de Hiroshima.

### Municipalités limitrophes
| baie de Hiroshima | Hiroshima | Kaita     |
| baie de Hiroshima | Saka      | Hiroshima |
| baie de Hiroshima | Kure      | Kure      |

### Démographie
Au 1er août 2014, la population de Saka s'élevait à 13 076 habitants répartis sur une superficie de 15,67 km2. En décembre 2024, la population était de 12 527 habitants.

## Histoire
Le village de Saka est créé le 1er avril 1889 à la suite de la mise en place du système des municipalités modernes. Il obtient le statut de bourg le 1er août 1950.

## Transports
Le bourg de Saka est desservi par la ligne Kure de la JR West.